# Ruth Lawrence

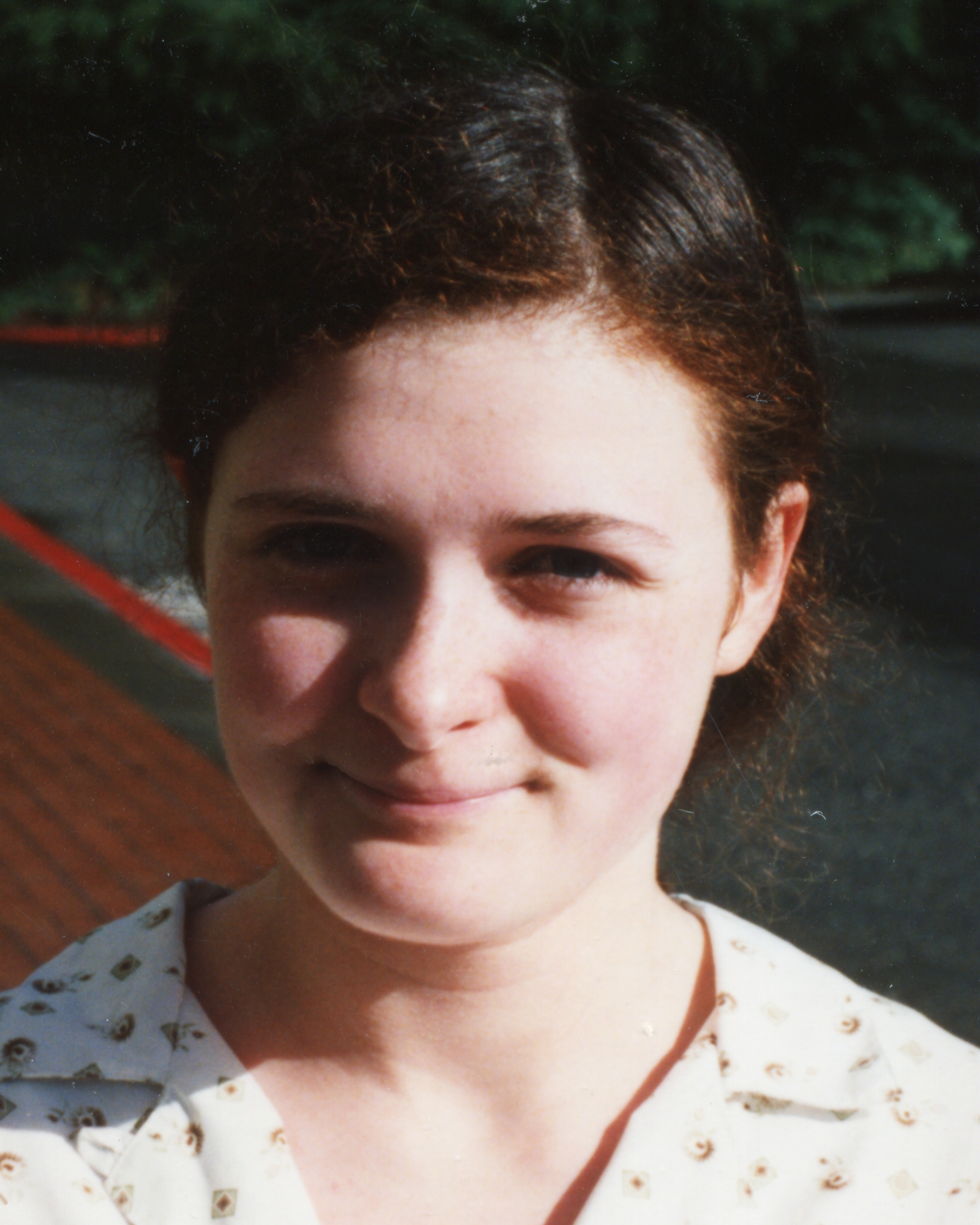
Ruth Lawrence

Ruth Elke Lawrence-Neimark (* 2. August 1971 in Huddersfield, Großbritannien, Geburtsname Lawrence) ist ein ehemaliges Wunderkind und Professorin für Mathematik.
Sie stammt aus England, beide Eltern waren Computerberater. Ihre Hochbegabung war so stark ausgeprägt, dass ihr Vater Harry seine Arbeit aufgeben musste, um sie zu unterrichten – zur Schule ging sie nie.
Im Alter von acht Jahren machte Lawrence-Neimark die O-Level der Mathematik, die etwa der mittleren Reife entsprechen, mit neun die Mathematik A-Level (Note: grade A), etwa Abiturwissen.
1981 war sie die Jüngste, die das Aufnahmeexamen der University of Oxford bestand, sie war beste von 530 Bewerbern am St Hugh’s College. Innerhalb von zwei Jahren machte sie ihren Bachelor mit Auszeichnung. Ihr Vater begleitete sie zu den Vorlesungen. 1986 schloss sie auch in Physik ab, 1989 wurde sie bei Michael Atiyah in Mathematik promoviert über Homology representations of braid groups.
Eine Darstellung der Zopfgruppen (Lawrence-Krammer-Darstellung) ist nach ihr benannt.
1990 wurde sie mit 19 junior fellow in Harvard, 1993 ging sie an die Universität von Michigan. Von 1995 bis 1999 war sie Sloan Research Fellow.
1998 heiratete sie den israelischen Mathematiker Ariyeh Neimark und unterrichtet seit 1999 an der Hebräischen Universität in Jerusalem. Sie hat mit ihrem Mann zwei Kinder, Yehuda Bezalel (* 2000) und Sarah Miriam (* 2001).